# Кабане (Лесото)
Кабане (англ. Qabane) — одна з місцевих громад, що розташована в районі Мохалес-Хук, Лесото. Населення місцевої громади у 2006 році становило 6 924 особи.